# Villa de Cura
Villa de Cura y en ocasiones referida sencillamente como La Villa, es una ciudad venezolana capital del municipio Zamora del estado Aragua. Ha sido capital de los estados Guárico, Aragua y Guzmán Blanco (hoy extinto). Sus principales actividades económicas son la talabartería, la agricultura, el comercio y la alfarería.
Dato: El 12 de febrero de 1912 fue promulgado un decreto en la Gaceta Oficial N.º 11.537 estableciendo la Hora Legal de Venezuela, adoptando el meridiano de Villa de Cura (longitud 67° 30' W) como primera referencia geográfica para un sistema horario nacional.

## Geografía
Villa de Cura posee una superficie de 448 km² y está ubicada a una altitud de 526 m s. n. m., medidos en la iglesia matriz, mientras que su altitud baja a 521,71 m s. n. m. desde la plaza Bolívar. Está enclavada en un valle entre ríos actualmente secos: El río Curita (antiguamente llamado Cura, motivo del nombre de la ciudad), río Tucutunemo y río Las Minas.

### Clima
El clima de Villa de Cura según la clasificación de Köppen es del tipo Tropical de Sabana, con una temperatura media de 24,4 °C a 25,2 °C. Los índices UV por lo general superan el nivel 11 y los vientos se presentan entre los 8 a 20 km/h.

### Población
Según cifras oficiales del censo realizado en 2011 por el Instituto Nacional de Estadística, Villa de Cura tiene una población de 89 364 habitantes, de entre los cuales 44 658 personas son hombres y 44 706 son mujeres.

### Límites
- Norte: Con los municipios Ribas y Sucre, desde un punto en la laguna de Taguaiguai sigue en sentido en sureste hasta llegar a la carretera nacional Villa de Cura-Cagua, continúa por la fila El Jabillal, topo Cueva de Tigre, de allí sigue en sentido suroeste por la fila Las Rosas hasta el topo La Virgen, de allí en sentido este llega al topo Monte Oscuro, sigue al topo El Peñón, prosigue hasta el topo Cataurito, final del lindero norte.
- Este: Limita con el municipio San Sebastián, desde el punto antes descrito sigue al topo Cataure, prosigue al topo Zamuro, cerro La Tigra, cerro Coquito hasta llegar a la hacienda Garrapata y hacienda El Totumo en el río Guárico, final del lindero este.
- Oeste: Limita con la parroquia San Francisco de Asís, desde el punto antes descrito, sigue por el río Las Minas, llega al caerío La Ceniza, a orillas del río Las Minas, de allí sigue por la fila Pedregal, prosigue al porrachuelo del Macho, sigue al topo Las Cabras, de allí en línea recta hasta el punto de origen de estos linderos, final del lindero oeste.
- Sur: Límite con el estado Guárico desde el punto antes descrito sigue aguas arriba por dicho río, pasa por donde atraviesa la carretera Villa de Cura-San Juan de los Morros, continúa en la misma dirección recibiendo al río Tucutunemo, siguiendo el mismo sentido recibe al río Las Palmas, llegando al río Guambra, en los límites generales de los estados Guárico, Aragua y Carabobo, sigue al vecindario Gamelotal, Río Largo hasta la fila Los Cajones, final del lindero sur.[4]

## Historia
Antes de la conquista, los valles de la región eran poblados por  miembros de la etnia Caribe (Cumanagotos, Palenques y Caracas), que habitaron desde Paria, en el oriente del país, hasta Borburata en el hoy estado Carabobo (área de la Costa Caribe), comprendiendo los valles del sistema central del cual forma parte el de Cura, y los llanos altos centrales; quienes dejaron petroglifos como rastro. Es interesante señalar, que la denominación Cura, que recibe el Valle donde se asienta esta población, se corresponde a la voz Caribe, para denominar al fruto del árbol del aguacate. Su proceso fundacional inicia el 19 de julio de 1717, cuando el capitán general Marcos de Betancourt Castro, aceptó las diligencias realizadas por Bolívar y Villegas. La ceremonia oficial en la localidad se habría efectuado entre agosto y enero del otro año, 1718, cuando es elevada a parroquia eclesiástica y en 1722 fue confirmada por Real Cédula, su fundación. Esta última fecha ha sido tomada por algunas personas, como la de fundación, tanto que en 1922 se llevó a cabo la celebración del Bicentenario de la villa, de manera pomposa. En el antiguamente denominado sitio de Cura, fue asentado el núcleo poblador inicial de la villa de San Luis, en las primeras décadas del siglo XVIII. Treinta familias constituyeron el plasma germinal que impregnó de calor humano aquellas treinta casas de estructura humilde que junto con su iglesia construyó el Capitán fundador don Juan de Bolívar y Martínez de Villegas, según el primer cronista oficial de Villa de Cura, Luis José Acosta Rodríguez. La fecha en que debió quedar culminada esta magna obra es el 12 de octubre de 1720, pero no fue sino hasta el 25 de mayo de 1722 cuando es confirmada la fundación de la nueva villa por el rey de España, Felipe V. La Cédula Real, fue firmada en Aranjuez, constituye, por decirlo así, la partida de nacimiento de la ciudad.
Tal como lo destacó el doctor Acosta Rodríguez en 1972, cuando se celebraron los 250 años del aniversario de Villa de Cura, esta ciudad “no se fundó en un día ni en un año dados, sino a lo largo de un proceso que abarcó el transcurso de muchos días y se gestó a través de varios años”. En efecto, el proceso se inicia el 6 de marzo de 1717 con la solicitud del abuelo del futuro Libertador, Simón Bolívar, consignada ante el gobernador de la Provincia de Venezuela, Marcos Francisco de Betancourt Castro, para fundar un pueblo en tierras que había adquirido por compra situadas en el sitio de Cura en la región aragüeña.
El fundador de la Villa: Juan de Bolívar y Martínez de Villegas, capitán de Infantería, alcalde de Caracas, teniente de la Capitanía General, justicia mayor de los valles de Aragua, corregidor de San Mateo y abuelo de Simón Bolívar por ser padre de don Juan Vicente Bolívar.
El más alto rango lo adquiere Villa de Cura en el año 1881 cuando pasa a ser la capital del gran estado Guzmán Blanco, integrado por lo que es hoy el estado Aragua, Guárico, estado Bolívar (hoy estado Miranda) y como apéndice insular el estado Nueva Esparta. Toda una entidad política con una población de 484 509 habitantes, la más numerosa de aquel momento histórico. Luego esta jurisdicción pasa a llamarse estado Miranda, en 1889, de esa fecha data la estatua de bronce del Precursor de la Independencia Francisco de Miranda ubicada en la plaza del mismo nombre.
En Villa de Cura vivieron en diferentes épocas personajes como José Tomás Boves y Ezequiel Zamora, entre otros que dejaron su impronta en el pueblo villacurano, epicentro de inquietantes sucesos que marcan también la historia de Venezuela a través de los siglos.
Villa de Cura es conocida como la cuna de Rafael Bolívar Coronado, autor de la letra del Alma Llanera, cuna de los Niños Cantores que llevan el nombre de la ciudad, de Los Turpiales de Aragua y de Danzas Caribai.Igualmente cuna de Don Ruperto Briceño, considerado por 1890 el mejor flautista. Su hijo Miguel Angel Briceño Gómez (1912-1976) destacado músico y director de la Orquesta Filarmónica de Venezuela. Por 1828 vivía en esa población Antolino Briceño. También es cuna de reconocidos escritores, poetas y cronistas, entre otros: Aníbal Paradisi (1909-1945), Salvador Augusto Mijares Izquierdo (1897-1962), Inocencio Utrera (1900-1976), Vinicio Jaén Landa (1921-2001), Ana Belén Aular (1933-2003), Aly Pérez (1955-2005), Juan Bautista Alayón (1933-2011), José Manuel Morgado (1924-2016), José Pulido, Oldman Botello,Johnny Hernández Calvo, y Antonio Cabanillas Yépez, además de toda una generación de poetas llamados nativistas de comienzos del siglo XX, entre los que podemos nombrar a Julio Morales Lara y Manuel Morales Carabaño.

## Economía
La economía villacurana en principio consistía de la ganadería, la agricultura y la comercialización, pero con el paso del tiempo fue decantando más por el comercio y la industrialización.

### Finales delsigloXVIII
Las fuentes de ingresos en Villa de Cura a fines del siglo XVIII eran la agricultura y la ganadería, en modesto grado, lo suficiente para el sustento diario y algún excedente para la venta en el caso de los simples habitantes. Los propietarios de las haciendas de caña y tabaco antes del Estado Real creado en 1777 explotaban las siembras en la que participaba una numerosa mano esclava. Entre 1772 y 1782 Villa de Cura contó con aproximadamente 9 hacendados, los principales de la ciudad que producían en sus trapiches en el caso de los valles de Tucutunemo y La Lagunita; las zonas de Las Minas y orillas del río Guárico hacia San Juan de los Morros fundamentalmente se utilizaban para la cría de ganado.
El cacao se cultivaba en pequeña escala en zonas umbrías y con suficiente agua como lo requería la plantación. Las zonas de los valles de Tucutunemo eran predilectas para el cultivo de la caña de azúcar, sin embargo cualquier planicie dentro de la ciudad villacurana era adecuada para la plantación.
El comercio era otro de los modus vivendi y ocupación de los villacuranos. Había expendios de víveres, tiendas y muchas guaraperías o venta de aguardiente destilado en las inmediaciones. 

### Período de 1833 a 1838

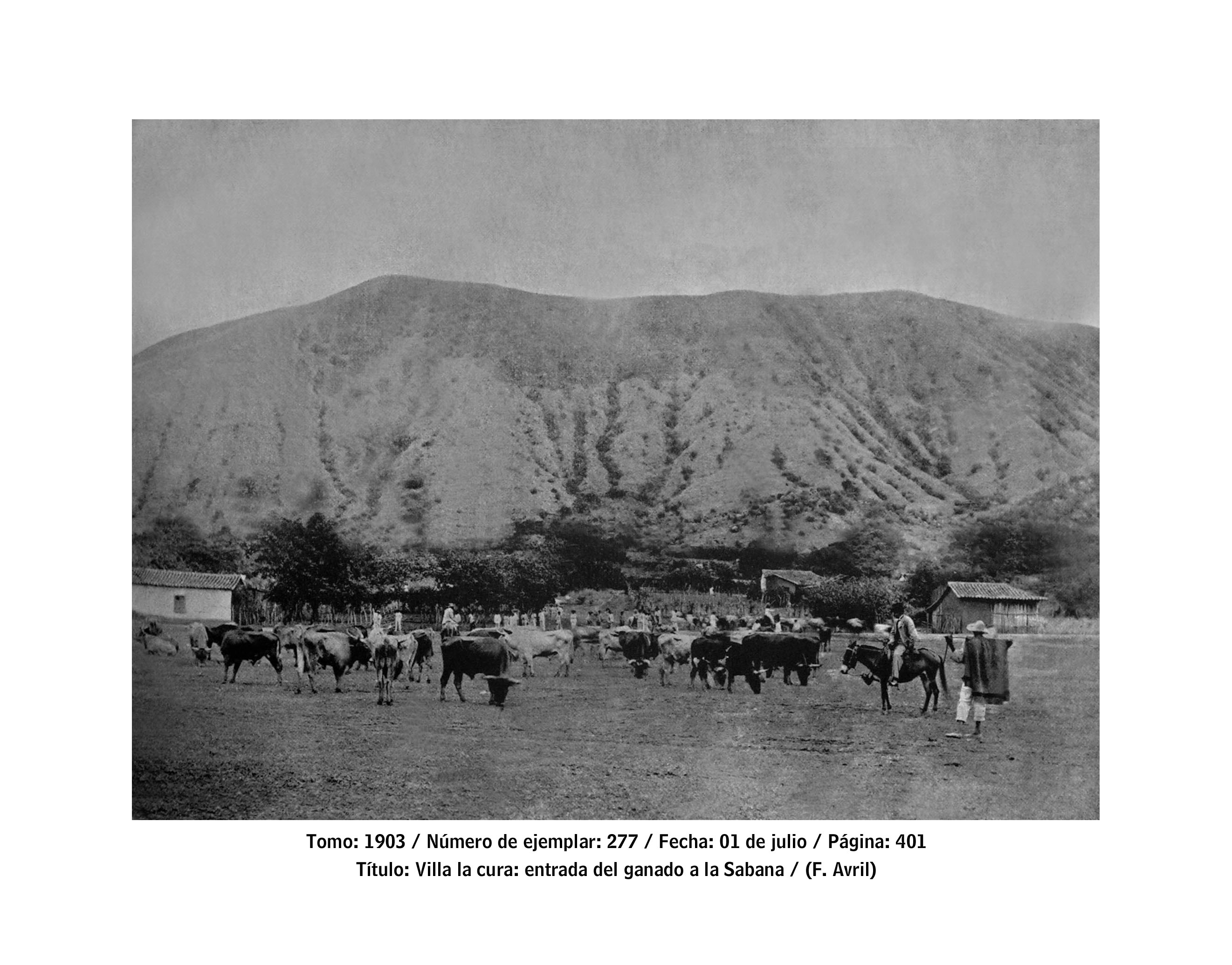
Fotografía titulada: Villa de Cura: Entrada del ganado a la Sabana. Fecha: 1 de julio de 1903.

El Anuario Estadístico de la provincia de Caracas en 1833 revela que en toda la jurisdicción había 33 hatos con 4983 vacas y 12 939 reses de punta (se incluyen los hatos y haciendas de San Juan, San Francisco y San José de Tiznados que pertenecían a su jurisdicción); se producían 6493 arrobas de queso en 33 queseras; había 17 trapiches de caña con una producción de 200 arrobas de azúcar y 32 255 cargas de papelón y en 10 alambiques la producción era de 14 580 cargas. El añil, antiguamente uno de los productos más cotizados, había caído casi verticalmente. No obstante su siembra y cosecha permitía la producción de 40 quintales en siete haciendas. El café estaba representado por 20 000 árboles en las serranías; se producían 23 596 fanegas de maíz, 331 de arroz y 6511 fanegas de legumbres. Funcionaban dos fábricas de jabón negro y en sus bosques se recogía vainilla, especialmente en Santa Rosa y el valle de Tucutunemo (antes jurisdicción de Villa de Cura y que hoy conforma el pueblo de Belén, estado Carabobo). La estadística animal refiere la presencia de 220 bueyes, 1498 caballos y yeguas, 204 mulas carreras, 229 mulas mansas de carga, 627 burros de arreo, 970 burros de cría, 54 carneros, 4082 cabras y 8964 cerdos.

### El comercio y la agricultura entre 1910 y la década del treinta
Villa de Cura siempre vivió de la agricultura y de la ganadería en pequeña escala. Muchos hacendados vendían a futuro sus cosechas solicitando créditos para trabajar la tierra, como era costumbre, a las principales casas que se exportaban café a Europa, entre ellas Boulton y Kolster, en Puerto Cabello.
En cuanto al ganado, del llano venía y era llevado a lugares de pastaje y de aquí salía hacia los centros de consumo. En mayor grado se vendían en Caracas, en la Congelación de Carnes de Puerto Cabello en la década de los veinte y en la Ganadería Industrial de Maracay a partir de 1928. Había restricciones con el ganado particular. La mayor parte de las reses que se beneficiaban provenían de los hatos y fincas del general Juan Vicente Gómez. Los particulares debían vender sus ganados a los administradores de las fincas del mandatario al precio que ellos ofrecieran. 
Había numerosos expendios mayoristas y minoristas. Los famosos almacenes de Villa de Cura donde se abastecían los llaneros del Guárico y Apure que venían a traer el ganado, el queso y los cueros y se iban cargados de enlatados, licores y ropa que adquirían por metros en las tiendas locales y luego entregaban a sastres y costureras para la elaboración de pantalones, camisas, liquiliquis o calzoncillos de crehuela o liencillo (los llamados calzoncillos rodilleros) o también los pantalones "uñepavo" a media pierna que usaban en sus faenas diarias.
En el período que va entre 1903 a 1935 existían unos cuantos establecimientos mayoristas que contribuyeron a la economía local. Unos cerraron y se abrían otros. Así se mantuvieron con altibajos hasta promediada la década de los noventa cuando cerraron definitivamente los últimos centros de abastecimiento, los de Manuel Melo Bravo (fundado en 1939 bajo la razón social de Hernández y Melo) y de Froilán Aguirre.

### Situación actual
En sus inicios las principales actividades económicas de sustento para la ciudad eran las agrícolas, sin embargo, con el crecimiento poblacional las tierras fueron siendo utilizadas para el urbanismo; sólo los valles de Tucutunemo es reconocido en el municipio Zamora como zona agrícola. Paralelamente con la industrialización a nivel nacional, Villa de Cura no se quedó atrás y se puso a la par del resto de las ciudades. El comercio se extendió y a esto se unió la apertura de empresas en la ciudad, siendo las más notables: Skayla, C.A.; Pepsico; Osiris, C.A.; Serviquim, C.A.; Solintex de Venezuela, S.A.; Inversiones Triple A, C.A.; Calidrat, C.A., Motorvenca (Motores Venezolanos, C.A.) y  Purolomo empresa de embutidos.
Entre los tipos de comercios de la ciudad, se encuentran panaderías, zapaterías, boutiques, tiendas de ropa, tienda de electrodomésticos y/o muebles, tiendas de equipos de computación y electrónica, supermercados, agentes autorizados de las operadoras Digitel, Movistar y Movilnet, centros comerciales, Punto Inter.

## Educación
Villa de Cura cuenta con un gran número de instituciones educativas, tanto públicas como privadas, donde se cursan la educación Educación Inicial, Educación primaria (1.er. a 6.º. grado), educación media general, de 1.º a 5.º año. Entre las instituciones educativas de la zona encontramos:

### Instituciones privadas
- E.T.P. San Luis Rey.
- U.E.P. Colegio Padre Jiménez.
- U.E.P. Juan de Bolívar y Villegas.
- U.E.P. Madre Enriqueta de Lourdes.
- U.E.P. Simón Bolívar.
- U.E.P. Niños Cantores
- U.E.P.C. Josefina Rojas Lovera.

### Instituciones públicas
- U.E.E. Juan Antonio Pérez Bonalde
- Liceo Nacional Gamarra
- E.B.N. Teresa Carreño
- E.B.N. Arístides Rojas
- E.B.N. Melicia Nieves de Tejada
- U.E. Caridad Villasana
- U.E. Dr. José Casanova Godoy
- U.E. Leopoldo Tosta
- U.E.E Simón Rodríguez
- U.E.N. Víctor Ángel Hernández
- E.B.E. Víctor Manuel Padilla
- U.E. Villa de Cura
- U.E.E. Simona Isabel Acacio
- U.E.E. Teotiste Arocha de Gallegos
- U.E.E.R. Creación Gamarra
- U.E.N. Alberto Smith
- U.E.N. Liceo Bolivariano Gamarra
- U.E.N. Maestro Simón Rodríguez
- U.E.N. Manuel Morales Carabaño
- U.E.N. Tucutunemo
- U.E.N. Melicia Nieves de Tejada (2006)
- U.E.E Inocencio Utrera
- Jardín de Infancia Cuyagua
- N.E.R. Villa de Cura N.º 005 (comprende escuelas rurales en Valle de Taiguaiguai, Los Tanques y Magdaleno)
- N.E.R. N.º 426 (comprende escuelas rurales en El Samán, Malpica del Toro, Valle de Tucutunemo, Píritu, El Chino, San Francisco de Asís y El Castillo)
- E.B.E Salomón Morales. Los Tanques
- P.E.N.B. Los Tanques
- U E.N. Profesor Germán Cordero Padrón. Los Tanques.
- P.E.N.B. El Rincón

Además de las instituciones mencionadas, a través de la Misión Sucre se brindan estudios de educación superior por medio de convenios entre el Estado y las universidades: Universidad Bolivariana de Venezuela y Colegio Universitario de Los Teques "Cecilio Acosta" ofreciendo diversos Programas Nacionales de Formación en distintas ramas profesionales. Es de acotar que también funcionan las Misiones Robinson y Ribas que ofrecen estudios equivalentes a los niveles de educación básica y media, respectivamente.

## Sitios de interés turístico

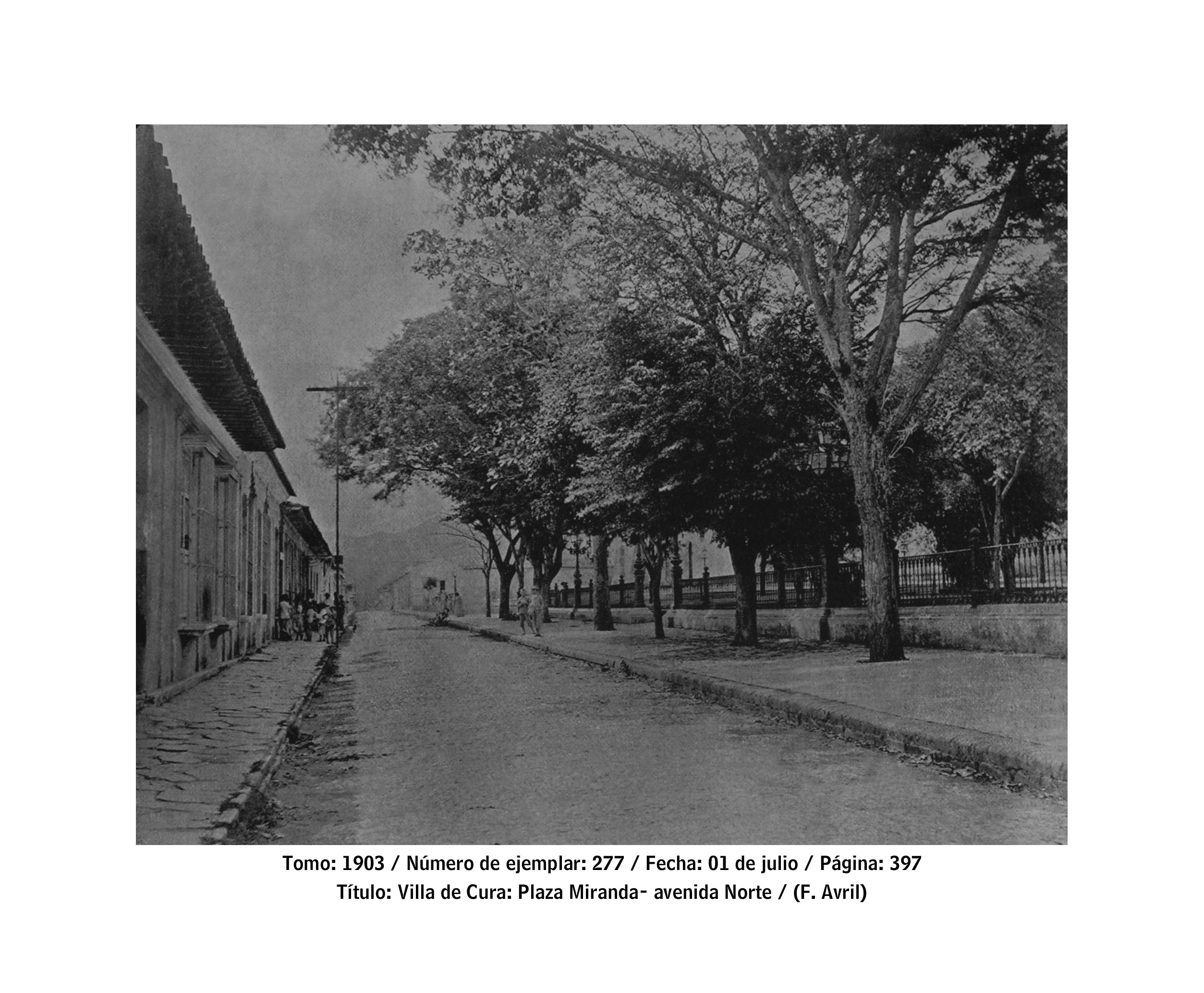
Plaza Miranda de Villa de Cura. Es la segunda plaza de la ciudad ubicada hacia el este.

- Iglesia Matriz San Luis Rey.

- La Casa del Santo Sepulcro o Casa de Boves.
- Casa de Ezequiel Zamora.
- Casa de Rafael Bolívar Coronado.
- Gruta de la Virgen de Lourdes.
- Plaza Bolívar.
- Plaza Miranda.
- Biblioteca Ezequiel Zamora.
- El Museo de la Tradición Inocencio Utrera.
- El Calvario.
- Sitio de Boca Chica.
- Sitio de La Puerta.
- Parque Samán de Las Minas o Ramón Sosa Montes de Oca.
- Hacienda El Ancón.
- Valle Alto.
- El vivero de Juan Herrera
- Centro Hispano.
- Casa de la Cultura Rafael Bolívar Coronado.